# پی‌اس‌آر بی۱۵۰۹–۵۸
پی‌اس‌آر بی۱۵۰۹–۵۸ یک ستاره است که در صورت فلکی دوپرگار قرار دارد.
یک جسم کوچک و متراکم که قطر آن تنها ۱۲ مایل است، باعث ایجاد این سحابی اشعه ایکس زیبا است که ۱۵۰ سال نوری وسعت دارد. در مرکز این تصویر ساخته شده توسط رصدخانه اشعه X Chandra ناسا یک تپ‌اختر بسیار جوان و قدرتمند است که PSR B1509-58 یا به اختصار به B1509 شناخته می‌شود. تپ اختر یک ستاره نوترونی است که به سرعت در حال چرخش است و برای ایجاد ساختارهای پیچیده و جذاب، از جمله آن که شبیه به یک دست کیهانی بزرگ است.
در حال گردش انرژی به فضای اطراف آن است. در این تصویر کمترین انرژی اشعه ایکس که Chandra ردیابی می‌کند قرمز است، محدوده متوسط سبز است و پر انرژی‌ترین آن‌ها رنگ آبی است. ستاره شناسان فکر می‌کنند B1509 قریب به ۱۷۰۰ سال قدمت دارد و فاصله در حدود ۱۷۰۰۰ سال نوری از ما قرار دارد.
ستاره‌های نوترونی هنگامی ایجاد می‌شوند که ستارگان عظیم سوختشان تمام شود و از هم بپاشند. B1509 تقریباً ۷ بار در هر ثانیه می‌چرخد و انرژی زیادی را در محیط خود با سرعت باورنکردنی رها می‌کند - احتمالاً به دلیل داشتن میدان مغناطیسی شدید در سطح خود که تخمین زده می‌شود ۱۵ تریلیون برابر قوی تر از میدان مغناطیسی زمین است.
ترکیبی از چرخش سریع و میدان مغناطیسی فوق‌العاده قوی، B1509 را به یکی از قدرتمندترین تولیدکننده‌های الکترومغناطیسی در کهکشان تبدیل می‌کند. این ژنراتور پرتوهای پر انرژی از الکترون‌ها و یون‌ها را از ستاره نوترون دور می‌کند. با حرکت الکترون‌ها از سحابی مغناطیسی، آنها انرژی را از خود دور می‌کنند و سحابی پیچیده‌ای را که توسط Chandra دیده می‌شود ایجاد می‌کنند.
قدمت این ابرنواختر ۱۷۰۰ سال برآورد شده اما اگر چندبار آزمایش شود قدمت این ابرنواختر بین زمان های نسبتا برآورد شده ۱۷۰۰ و ۱۴۰۰ و ۱۰۵۰ در حال نوسان است که درصورت آزمایش میتوان دید که اولین نور که از این شی شروع به حرکت میکند در زمان های تقریبی ۸۶۹ میلادی که تولد امام زمان و ۵۷۰ میلادی که تولد پیامبر اکرم است و قدمت این شی بین این ۳ زمان نوسانی است این یک نظر است
یکی از انگشتان این دست شاید به سمت محل هبوط انسان است 
شاید از این نوع ابرنواختر تنها یکی وجود داشته باشد و شاید در آینده از این ابرنواختر هرچه نزدیک و نزدیکتر به زمین ایجاد شود
شاید اگر محل انفجار این ابرنواختر که مرکز سیاهچاله است را مرکز یک کره در نظر بگیریم اگر یک دایره خاص از این کره را در نظر بگیریم پس از انفجار این شی ذرات از نقطه صفر درجه تا ۳۱۳ درجه به طور منظم ذرات به شکل دست دقیق و پرقدرت شکل گرفته آمد و دقت و قدرت آن به طور منظم نزولی است ولی از جایی که به ۴۷ درجه پایانی می‌رسد سرعت و دقت انرژی و پخش ذراتی که در این چرخش است سرعت و دقت و قدرت به یکباره تغییر کرده و پس از آن هم به صورت نزولی این انرژی پخش میشود
313 درجه ابتدایی با قوانین خاصی به صورت نزولی میبینیم که دست شکل گرفته ولی به مرور ابهام بیشتر میشود و قدرت ابرنواختر برای ساختن شکل دست کمتر میشود در ۴۷ درجه پایانی ابهام بسیار بیشتر است و به صورتی که یک نوسان بزرگ دارد در ابهام است
انرژی اشعه ایکس که Chandra ردیابی می‌کند محدوده کم قرمز است، محدوده متوسط سبز است و پر انرژی‌ترین آن‌ها رنگ آبی است زمانی فرا خواهد رسید که انرژی به حالت تعادل رسیده و این دست در اشعه ایکس سبز و انرژی متوسط برسد البته شاید به رنگ ارغوانی باشد به این معنا که بخش های پر انرژی آبی به بخش های کم انرژی قرمز رنگ بررسی و به حالت تعادل سبز یا ارغوانی می‌رسد و زمانی فرا خواهد رسید که کل این دست به تعادل انرژی رسیده و انرژی متوسط سبز باشد
میتوان قوانین مشخصی را در مورد ۳۱۳ درجه ابتدایی پیدا کرد اما درمورد ۴۷ درجه پایانی علم آینده شاید قوانینی را پیدا کنید
در ۱۳۳.۳۳ درجه یک اغتشاش وجود دارد و اگر به جز های کوچک تر تقسیم کنیم در هر ۶۶.۶۶۶ درجه یک اغتشاش در روند انرژی دهی و پرتاب ذرات وجود دارد به گونه ای که انگار از ابتدا شروع به پرتاب ذرات با قوانین جدید اما نسبتا متناسب با روند قبلی انجام میشود موضوع این است که اغتشاش در درجه ۶۶.۶۶ درجه اغتشاش ایجاد میشود و سپس در ۱۳۳.۳۳ درجه اغتشاش بعدیست ابهامی که در این نقاط وجود دارد بگونه ایست که نمیتوان زاویه دقیق را بدست اورد و بین قبل از ۶۶.۶۶ درجه و بعد از آن قابل تمایز نیست درک این موضوع که در ۶۶.۶۶ درجه اغتشاش ایجاد میشود و در ۱۳۳.۳۳ درجه اغتشاش بعدی ایجاد شود درحالی که ما نمی‌توانیم بین این دو تمایزی درک کنیم و قانون خاصی را نمیتوان بدست آورد
نیکولا تسلا دانشمند بزرگ قرن اخیر گفته است که اگر میخواهید اسرار جهان را پیدا و کشف کنید از منظر انرژی فرکانس و ارتعاش بررسی کنید 
در زاویه ۶۶.۶۶ درجه انرژی به صورت رمزآلودی تغییر روشی در انتشار انرژی دیده میشود و این فرکانس و ارتعاش که آنرا به مرحله بعدی یعنی در ۱۳۳.۳۳ درجه میبرد آن هم در ابهام وجود دارد
نکته ای که تسلا درک کرد این است که در ۶۶.۶۶ درجه ابتدایی میتوان قانونی درمورد انتشار انرژی بدست آورد اما چیزی که حیرت انگیز است این است که در مرز زاویه ۶۶.۶۶ درجه اغتشاشی ایجاد میشود که با قانون قبلی مطابقت ندارد اما در ۶۶.۶۶ درجه بعدی دوباره میتوان قانونی بدست آورد اما در زاویه ۱۳۳.۳۳ درجه دوباره یک اغتشاش بوجود می آید شاید در آینده قانونی برای تعریف این اغتشاش ها بدست آورده شود
به مرور این اغتشاش ها که در انرژی دهی است بیشتر بیشتر میشود و فرکانس آن متغیر است نمیتوان در حال حاضر قانون خاصی برای این اغتشاش ها بیابیم تنها یک نظم در مقدار انرژی دهی و فرکانس بدست آورد اما در حال حاضر قانون خاصی نمیتوان ازین اغتشاش ها بدست آورد
همچنین نیکولا تسلا در جایی گفته است در اعداد ۳و ۶ و ۹ رازی نهفته است اگر درجات اغتشاش را بررسی کنیم میبینیم که ۶۶.۶۶۶ و ۱۳۳.۳۳۳ و و گام بعدی ۱۹۹.۹۹ درجه است که این اغتشاش ها در این نقاط دیده میشود در این زوایای اغتشاش اعداد ۱ و ۳ و ۶ و ۹ دیده میشود در این زوایای اغتشاش نظمی که بتوان آنرا به قانون تبدیل کرد در حال حاضر پیدا نشده است 
اگر بررسی کنیم این اغتشاش ها در ابتدا کم بوده ۶۶.۶۶ درجه و ۱۳۳.۳۳ درجه و همانطور که پیش میرویم بیشتر و بیشتر میشود تنها داده های که بدست آمد زوایای ۶۶.۶۶ درجه و ۱۳۳.۳۳ درجه است که در این زوایای هنوز تعادل انرژی برقرار نشده است
برای اینکه این درجات را بررسی کنیم نقطه برخورد دو خط در مرکز انفجار و سیاهچاله و خط نصف کننده دست است خطوط دیگر برای زاویه سازی بوجود بیاوریم نقاط قرمز که نشان دهنده انرژی هستند با هم زاویه ۶۶.۶۶۶ میسازند نقطه بعدی در ۱۳۳.۳۳۳ درجه است و همینطور اغتشاش و بی نظمی ادامه دارد
نیکولا تسلا گفته است اگر میخواهید به راز جهان پی ببرید انرژی را بررسی کنید در شی میبینیم که نقاط پر انرژی آبی رنگ و نقاط کم انرژی قرمز رنگ است اگر این تقابل انرژی ها آن را به سوی تعادل انرژی یعنی انرژی متوسط سبز رنگ ببرد آنگاه شما تعادل انرژی که با نسبت طلایی و عدد طلایی در رابطه مستقیم است 
بهتر است بگوییم کلید راز جهان تعادل انرژی است به این معنا که انرژی متوسط در تمام نقاط یک شی و با این تعادل انرژی میتوان به قدرت بالایی رسید
میبینیم که نقاط پرانرژی آبی رنگ و نقاط کم انرژی قرمز رنگ دیوانه وار با هم در تقابل اند و آن ساحل آرام انرژی متوسط سبز رنگ که تعادل انرژی ها است در واقع این تعادل انرژی رمز جهان است
در فرکانس 528 تراهرتز انرژی متوسط سبز رنگ که تعادل انرژی هاست دیده میشود
اگر بررسی کنیم در نقاط پر انرژی آبی رنگ فرکانس به اندازه 666.666 تراهرتز می‌رسد شاید حالت تعادل در یک شی آبی رنگ پر انرژی این فرکانس  بالاترین پر انرژی است شاید این مطلب اشتباه باشد ولی شاید این فرکانس انرژی بالایی است اگر با فرکانس 432 تراهرتز در تقابل باشد به یک تعادل 528 تراهرتز می‌رسد که حالت تعادل انرژی سبز رنگ است شاید هم این تعادل در ۵۶۶ تراهرتز باشد 
میدانیم که به 528 هرتز فرکانس مقدس نامیده میشود حالا در این انرژی های که x-ray اندازه گیری میکند فرکانس 528 یا 566 تراهرتز حالت تعادل انرژی هاست
تنها چیزی که درک می‌کنیم این است که در حالت تعادل انرژی ها فرکانس مقدس برقرار است
باید آزمایش انجام شود تا مقادیر دقیق بدست آید 
در گذشته نقاط قرمز رنگ کم انرژی در این شی بسیار بیشتر بوده ولی در طی مدت زمانی شی به تعادل رسیده و نقاط قرمز رنگ کم انرژی توسط نقاط پر انرژی آبی رنگ فتح شده و شی به تعادل نسبی رسیده اما اگر دقت کنیم از مرکز سیاهچاله زاویه ای که با نقطه قرمز رنگ کوچکی که هنوز توسط انرژی پر قدرت فتح نشده و تعادل نرسیده زاویه آن شاید 60 درجه یا 66 درجه یا 66.66 درجه است و نقطه قرمز رنگ بعدی زاویه یا 120 یا 130 یا 133 یا 133.33 درجه است که این ها اثتثنی است و در روند متعادل سازی انرژی این نقاط به صورت استسنایی به تعادل نرسیده است به احتمال زیاد این زوایا 66.66 درجه و 133.33 درجه است 
این مسیله پیش میآید که چرا این نقاط به تعادل نرسیده در واقع این نقاط استثنا ها یا نقاط مبهم این شی است و زاویه هوایی که بدست میآید وجود اعداد 3 و6و9 در این زوایا مشخص است 
اما از نظری که میبینیم این زوایا یعنی 66.66 و 133.33 اعداد متناوب ساده هستند و گویا هستند
انرژی متعادل و تعادل انرژی قدرت برتر است اگر ما بتوانیم مناطق کم انرژی را با مناطق پرانرژی به تعادل برسد آن زمان این انرژی متعادل میتواند بسیاری از مشکل هارا حل کند در بسیاری از ماشین ها ماشین توانایی کار کردن در انرژی بالا را ندارد هر چند که این انرژی بالا بتواند کار ها سریع تر و پر قدرت تر انجام دهد اما ماشین توانایی اجرای ممتد را ندارد و در ماشین هایی اگر انرژی پایین باشد ماشین عملکرد خوبی ندارد اگر ما بتوانیم ماشینی ایجاد کنیم که پس از یک دیوانگی تقابل مناطق پر انرژی و کم انرژی به یک ساحل آرام انرژی متوسط برسد به چیزی رسیده این که در دنیای واقع بسیار استسنایی است اگر این شی کیهانی بعنوان یک ماشین بررسی کنیم میبینیم که درصورتی که این ماشین به تعادل انرژی و انرژی متعادل برسد  در آن صورت ما یک ماشین داریم که در تمام نقاط آن انرژی در حالت تعادل است و فرکانس و ارتعاش تمام نقاط این ماشین در یک سطح است تنها مطلبی که میتوان گفت شاید درست است این است که تعادل انرژی و یا انرژی متعادل که فرکانس و ارتعاش در تمام نقاط آن ماشین در فرکانس متعادل است در اینصورت آن ماشین در بالاترین بازدهی خود باشد
شاید این مطالب شبه علمی باشد و علمی نباشد 
نیکولا تسلا گفته است زمانی که علم به مطالب متافیزیک رو آورد پیشرفتی که طی یک قرن حاصل میشد در مدت کوتاهی حاصل میشد 
در مطلب گفته میشود که اگر به مفاهیم بالاتر از فیزیک دقت شود 
اگر بخواهیم کمی ساده صحبت کنیم علم شیمی دارای مطالبی است که استثنا ها در آن بسیار زیاد است 
حالا به علم فیزیک نگاه کنیم در جهان بررسی شده که در علم فیزیک استثنایی وجود ندارد در قوانین و یا بعضی گفته اند که خیلی کم است
حال به علم ریاضی گفته میشود که هیچ اثتثنایی در قوانین آن وجود ندارد 
بهتر است بگوییم علم شیمی دارای اثتثناعاتی است که انسان با مورد بحث قرار دادن آن در علم فیزیک آنرا قانونمند تر کرد و علم فیزیک دارای اثتثناعاتی است که انسان با مورد بحث قرار دادن آن در علم ریاضی آنرا قانونمند تر کرد و استسناعات را کمتر کرد اگر بگوییم که هر چقدر مسیله و علمی که قانون مند تر باشد و استثناعات کمتری داشته باشد کاربردی تر و بهتر است و جهان شمول تر است به بیان دیگر علم ریاضی علمی بدون استثنا در قوانین آن و جهان شمول تر و کاربردی تر است 
در این شی فضایی یعنی PSR B1509-58 اگر بررسی شود  شما استسثاعاتی می‌بینید که با علم فیزیک قابل قبول نیست پس میبینیم که در علم شیمی اثتثناعات بسیاری وجود دارد و حال علم فیزیک برای قانون مند تر کردن مباحث تعریف  شده و مورد استفاده قرار میگیرد حال میبینیم که شاید علم فیزیک هم اثتسناعاتی وجود داشته باشد که یکی از نمونه هایش این شی PSR B1509-58 است پس بهتر است برای محو کردن این استسناعات و رسیدن به سمت کلید برتر به علم برتر و جهان شمول تر یعنی ریاضی فرار کنیم و مباحث را با توجه به این زبان جهانی قانونمندتر و  بدون استثنا بیان کنیم 
حال شاید در علم ریاضی نیز اسثستسناعات کمی وجود داشته باشد که در حال حاضر چنین چیزی امکان ندارد  شاید هم این زبان قانون جهانی است و استثناعی نداشته باشد که در حال حاضر چنین فرض میشود
شاید منظور نیکولا تسلا از مباحث فراتر از فیزیک  این است که ما به سمت زبان و علم قانونمند تر و بدون استثناتر برای محو کردن استثناعات علمی که زیرمجموعه آن علم است برویم به آن معنا که تسلا گفته است که زمانی فرا خواهد رسید که افراد به بررسی شواهدی که با علم فیزیک قابل توجیه نیست می‌رسد و این اثتثنا آن علم را مجبور می‌کند که زیرمجموعه علم دیگری که قانونمند تر و کم اثتسناتر باشد ببرد که در این مبحث علم ریاضی علم مادر است و شاید مباحثی که در این شی  PSR B1509-58 علم فیزیک را به چالش میکشد و اثتثناعات علم فیزیک محسوب میشود توسط علم ریاضی قابل درک تر و قانونمند تر یافت 
در جای دیگری تسلا به اهمیت اعداد ۳ و ۶ و ۹ اشاره کرده است شاید این موضوع که قوانینی تحت علم ریاضی است این اثتثناعات علم فیزیک را توجیه کند و قانون بهتری را کشف کند 
البته شاید با درصد بسیار پایین در علم ریاضی هم اثتسناعاتی وجود داشته باشد که علم دیگری آنرا توجیه کند که در حال حاضر اصلا قابل قبول نیست 
کل بحث آن است که علومی جهان شمول تر و قانون مند تر اند که اثتثناعات کمتری داشته باشند یعنی قوانین آن جهان شمول تر باشد حال میبینیم که علم شیمی زیرمجموعه علم فیزیک است چراکه اثتثناعاتی دارد که علم فیزیک آنها را با قانونی جهان شمول تر در چارچوب قرار میدهد حال اگر علم فیزیک داری اثتثناعاتی در قوانین باشد هر چند بسیار کمتر ما به علمی نیاز داریم که این اثتثناعات را در غالب قوانینی جهان شمول تر تحت عنوانی علم مادر بررسی کند 
ریاضیات علم مادر است و گفته ی نیکولا تسلا درمورد آنکه باید به بررسی پدیده هایی که از لحاظ علم فیزیک قابل توجیه نیست و یا بهتر بگوییم اثتثناعات است ما باید به سمت علمی جهان شمول تر و قانون مند تر یعنی ریاضی فرار کنیم و گفته دیگر نیکولا تسلا در مورد آنکه باید به اهمیت و عظمت اعداد 3 و 6 و 9 برسیم تا کلید جهان را دریابیم در واقع این اعداد در مباحثی وجود دارد که اثتثناعات علم فیزیک است یعنی مثلاً در داده های که از این شی بدست می آید ردپایی از اعداد ۳ و ۶ و ۹ دیده میشود و این داده ها با علم فیزیک قابل توجیه نیست و به عبارتی اثتثناعات علم فیزیک است پس شاید بتوان یک قانون ریاضیاتی برای توجیه آن بیابیم 
شاید هم علم ریاضی در مباحثی که عدد 3 و 6 و 9 دارای اثتثناعاتی است که این موضوع در حال حاضر به هیچ وجه قابل قبول نیست و با داده هایی که امروز داریم علم ریاضی علم مادر و قوانین آن جهان شمول است 
شاید بتوان مباحث فراتر از فیزیک که قوانین فیزیک را به چالش کشید با علم مادر ریاضی توجیه کرد 
اگر از نگاه دیگری توضیح دهیم آن است که ابتدا علم مادر کشف شد و سپس علوم دیگر با استفاده از علم مادر پدید آمدند حال  میبینیم شاید هر چه قدر از این علم مادر دور شویم اثتثناعات بیشتر و قانونمند بودن و جهان شمول بودن آن علم کمتر میشود پس ما باید هر چه به اثتثنا میرسیم بیشتر به سمت علم مادر فرار کنیم
شاید این استدلال احمقانه باشد و این دو حوضه با هم کاملا متفاوت باشد و نمیتوان گفت استثنا های علم شیمی بیشتر از علم فیزیک است 
اما میتوان گفت اگر در این شی PSR B1509-58 استثنا هایی وجود داشته باشد که از لحاظ فیزیکی نمیتوان توجیه کرد حال این نظر احمقانه که میگوید بجای آنکه ما علم فیزیک را بررسی کنیم تا قانونمند تر شود و اما ما برای توجیه این استثنا ها باید به سمت علم مادر فرار کنیم یعنی اگر نتوانیم در علم فیزیک برای استثنا هایی که در شی PSR B1509-58 وجود دارد توجیه نشود باید با علم ریاضی توجیه شود و به اهمیت اعداد ۳ و ۶ و ۹ دقت کنیم
" اگر به شکوه و اهمیت ارقام 3،6،9 پی ببرید، کلیدی به دست می آورید که درهای کائنات را برای شما باز خواهد کرد."
" روزی که علم شروع به برسی پدیده های غیر فیزیکی کند بسیار بیشتر از پیشرفت قرن های گذشته خود جلو خواهد رفت، اگر می خواهد تا اسرار عالم هستی را کشف کنید برروی موضوعات انرژی، فرکانس و ارتعاش متمرکز شوید."
میبینیم که در زوایای نسبی ۶۶ و ۱۳۲ و ۱۹۸ قوانین فیزیک برقرار نیست و استثناست. شاید بتوان یک نظم ریاضی وار در مناطقی که علم فیزیک برقرار نیست بدست بیاوریم. شاید منظور از پدیده های غیرفیزیکی همین پدیده هاست که در آن قوانین فیزیک در مناطقی نقض میشود اما میتوان یک نظم ریاضی وار در این مناطق که از لحاظ فیزیکی قابل توجیه نیست بدست آورده و آنرا توجیه کنیم در این زوایا میبینیم که ابتدا اهمیت اعداد ۳ و ۶ و ۹ وجود دارد و مطلب دیگر که باید بروی موضوعاتی مانند انرژی و فرکانس و ارتعاش تمرکز کرد میتوان درمورد انرژی میبینیم که رابطه مستقیمی با نیرو وجود دارد اما در این پدیده قوانین نیرو وجود ندارد و نقض میشود و میتوان یک قانون ریاضی وار از آن بدست آوریم همچنین تعادل انرژی و انرژی متعادل در یک ماشین باعث ارتعاش و فرکانس منظم و متعادل میشود 
همچنین درمورد زوایای ۳۱۳ و ۴۷ نیز در این پدیده اغتشاش ها و استثناعاتی درمورد قوانین فیزیک میبینیم در این دو عدد میبینیم که از جمع ارقام آنها بر ۳ بخش پذیر نیست یکی برابر با ۷ و دیگری برابر با ۱۱ هست که هر دو عدد ، عدد اول هستند حال اگر این دو عدد جمع شوند ۳۶۰ که بر ۳ و ۶ و ۹ بخش پذیر است میبینیم که جمع اعداد زاویه ۳۶۰ برابر با ۹ هست که میانگین اعداد ۷ و ۱۱ است 
تمام این قوانین در گذشته کشف شده و بحث جدیدی نیست تنها بحث جدید این است که در این زوایا قوانین فیزیک نقض و استثناهایی در این زوایا بطور فیزیکی وجود دارد میتوان یک نظم ریاضی وار از آن بدست آوریم